# های کنتراست
لینکلن برت (به انگلیسی: Lincoln Barrett) (زادهٔ ۱۸ سپتامبر ۱۹۷۹ در پنارث، کاردیف) که بیشتر با نام حرفه‌ای های کنتراست (به انگلیسی: High Contrast) شناخته می‌شود، یک دی‌جی و تهیّه‌کنندهٔ درام و بیس ولزی است.

## پیشینه
های کنتراست در سال ۲۰۰۰ شروع به فعّالیّت حرفه‌ای کرد. او در سال ۲۰۰۲ نخستین آلبومش را به نام رنگ‌های حقیقی منتشر نمود.

## ترانه‌شناسی

### آلبوم‌ها
- رنگ‌های حقیقی (۲۰۰۲)
- جامعهٔ بالا (۲۰۰۴)
- پسرهای خشن نمی‌رقصند (۲۰۰۷)
- سوارشدن را تماشا کنید -‌های کنتراست (۲۰۰۸)
- محرمانه (۲۰۰۹)
- The Agony and The Ecstasy (2012) (UK #45)